# Barbara Haworth-Attard
Pour les articles homonymes, voir Haworth et Attard.
Barbara Haworth-Attard est une écrivaine canadienne. Née le 25 juillet 1954, elle réside actuellement avec sa famille à London (Canada).
Elle est à ce jour l'auteur de treize romans pour adolescents, et de nombreuses nouvelles. La Théorie de la relativité, très remarqué lors de sa sortie au Canada en 1993, est sa première publication en France.

## Œuvres
- The Three Wishbells - 1995
- Dark of the Moon - 1995
- Home Child - 1996
- Truth Singer - 1996
- Buried Treasure - 1998

- Flying Geese - 2001
- Irish Chain - 2002
- Theories of Relativity - 2003 (nommé aux Governor General's Award)
- A Trail of Broken Dreams: The Gold Rush Diary of Harriet Palmer (Dear Canada) - 2004
- Forget-Me-Not - 2005
- A Is For Angst - 2007